# Dimitrios Itoudis

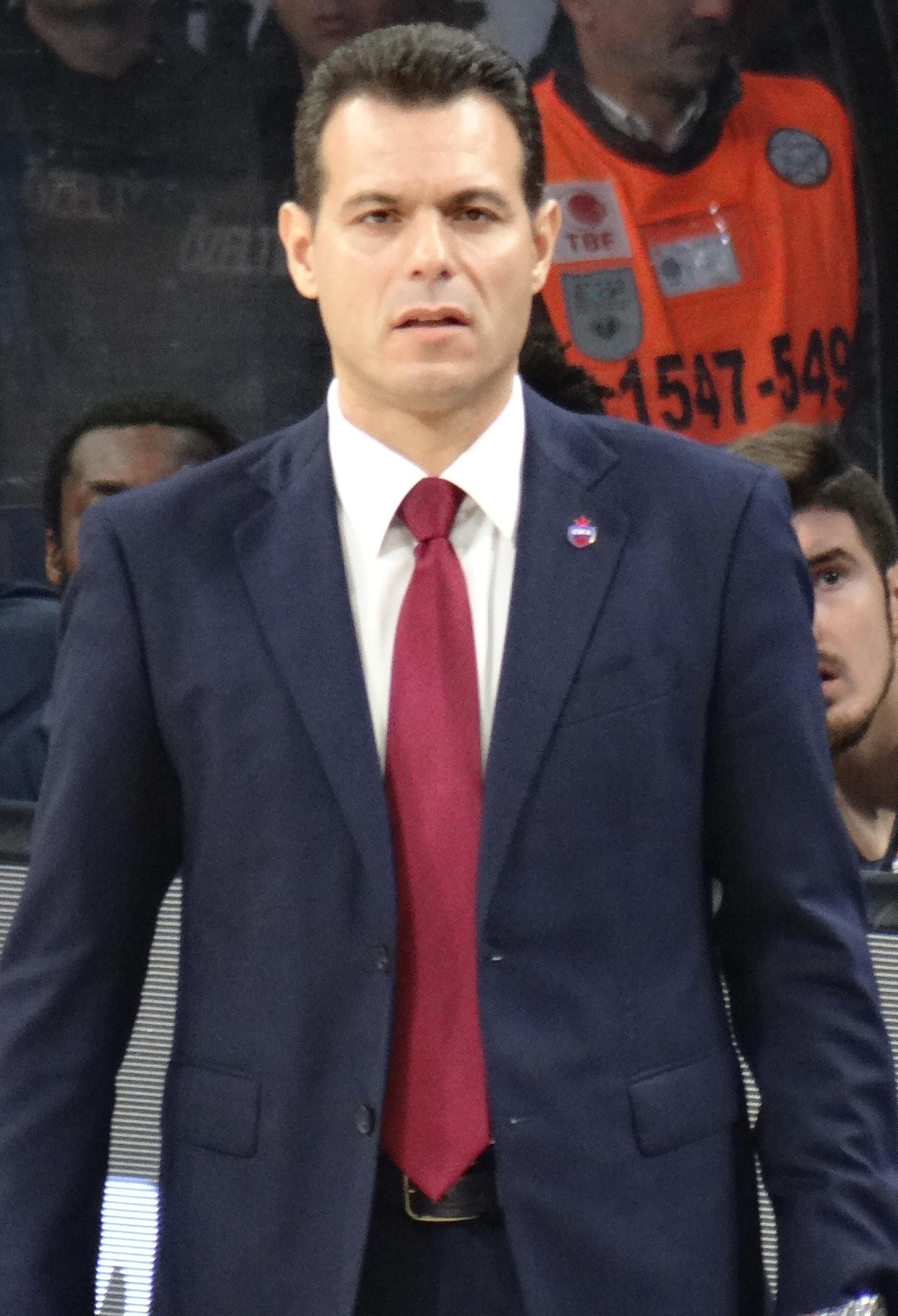
Itoudis 2017

Dimitrios Itoudis (griechisch Δημήτριος Ιτούδης, * 8. September 1970 in Veria, Griechenland) ist ein griechischer Basketballtrainer und ehemaliger -spieler.

## Spielerkarriere
Dimitrios Itoudis' Laufbahn als Basketballspieler war von nur relativ kurzer Dauer. Itoudis spielte dabei in jungen Jahren für die griechischen Amateurvereine Ermis Trikalon und Alketa Alexandrias, ehe er sich dazu entschloss, nach Kroatien zu ziehen, um dort an der Universität Zagreb ein Studium der Sportwissenschaften aufzunehmen.

## Trainerkarriere
Seine ersten Erfahrungen als Trainer machte Itoudis während seines Studiums, als er die Jugendabteilung von Mladost Durdevac leitete. Von 1990 bis 1992 übernahm er das Traineramt bei der zweiten Mannschaft von KK Zagreb, um im Anschluss bis 1995 unter dem Kroaten Boško Božić als Co-Trainer in den Trainerstab der ersten Mannschaft aufzusteigen. Parallel dazu übte Itoudis auch das Traineramt bei der Universitätsmannschaft aus.
Nach seiner Rückkehr nach Griechenland unterzeichnete Itoudis für die Saison 1995/1996 einen Einjahresvertrag mit dem griechischen Traditionsverein PAOK Thessaloniki. Anfangs noch als Co-Trainer von Efthimios Kioumourtzoglou gedacht, rückte Itoudis nach dessen Entlassung auf den Posten des Cheftrainers auf und schaffte mit PAOK sogar den Einzug ins Pokalfinale. Nach weiteren Stationen bei Panionios Athen, Filippos Thessaloniki sowie MENT wechselte Itoudis 1999 zu Panathinaikos Athen, wo er unter dem serbischen Star-Trainer Željko Obradović den Posten des Co-Trainers übernahm. Mit Panathinaikos gewann Itoudis zwischen 1999 und 2012 neben elf Meisterschaften und sieben Pokalsiegen auch 2000 den Europapokal der Landesmeister sowie in den Jahren 2002, 2007, 2009 und 2011 die Euroleague.
Nachdem Obradović 2012 den Verein verlassen hatte, beendete auch Itoudis seine Tätigkeit als Co-Trainer und wechselte in die Türkei, wo er bei Banvit B.K. den Posten des Cheftrainers übernahm. Nach einer Saison wechselte er im Sommer 2014 zum russischen Spitzenverein ZSKA Moskau, mit denen er in seiner ersten Saison den Meistertitel der VTB United League  verteidigen konnte und zum Trainer des Jahres gewählt wurde. In der Saison 2015/16 führte er den ZSKA zum siebten europäischen Erfolg der Vereinsgeschichte und zur erneuten Verteidigung der VTB-Meisterschaft.
In der Saison 2016/17 leitete er die Weltauswahl des am 11. Februar 2017 ausgetragenen VTB-All-Star-Games. Zu dieser Zeit galt er auch als aussichtsreichster Kandidat für das Traineramt der hellenischen Basketballnationalmannschaft. Von Seiten des ZSKA erhielt er für diese zusätzliche Aufgabe aber keine Freigabe.  Die Saison beendeten die Moskauer als VTB-Meister und Final-Four-Teilnehmer der Euroleague. In der Saison 2017/18 verteidigte der ZSKA die Meisterschaft und belohnte seine Fans mit dem erneuten Einzug in das Final Four der EuroLeague. 2019 gewann er mit ZSKA zum zweiten Mal als Cheftrainer die EuroLeague.
Im März 2022 erhielt Itoudis von ZSKA die Genehmigung, neben seinem Amt in Moskau, das Amt des griechischen Nationaltrainers anzutreten. Seine Arbeit bei ZSKA Moskau endete Anfang Juni 2022. In seiner Amtszeit führte Itoudis die Moskauer Mannschaft in insgesamt 522 Pflichtspielen zu 420 Siegen.  Am 19. Juni 2022 gab Fenerbahçe Istanbul die Verpflichtung von Itoudis als Cheftrainer bekannt. Seine Arbeit als griechischer Nationaltrainer beendete Itoudis im Anschluss an die Weltmeisterschaft 2023, bei der die Auswahl unter seiner Leitung den 15. Platz belegt hatte.
Mitte Dezember 2023 wurde Itoudis von Fenerbahçe entlassen. Mitte November 2024 trat er das Traineramt bei Hapoel Tel Aviv an. Er führte Hapoel im April 2025 zum Gewinn des Eurocups und wurde damit nach Dušan Ivković, David Blatt sowie Ergin Ataman der vierte Trainer, dem während seiner Laufbahn sowohl der Sieg im Eurocup als auch in der Euroleague gelang.

## Erfolge
Als Cheftrainer:
- Sieger der EuroLeague: 2016, 2019
- Sieger des EuroCups: 2025
- Sieger der VTB United League: 2015, 2016, 2017, 2018, 2019, 2021
- Russischer Meister 2015, 2016, 2017, 2018, 2019, 2021[12]

Als Co-Trainer:
- Sieger der EuroLeague: 2000, 2002, 2007, 2009, 2011
- Griechischer Meister: 2000, 2001, 2003, 2004, 2005, 2006, 2007, 2008, 2009, 2010, 2011[12]
- Griechischer Pokalsieger: 2003, 2005, 2006, 2007, 2008, 2009, 2012[12]

## Auszeichnungen
- VTB-United-League-Trainer des Jahres: 2015[13], 2017[14], 2018,[15] 2019[12]
- EuroLeague-Trainer des Jahres (Alexander Gomelsky Coach of the Year): 2016, 2019[16]